# Bleicherhaus Tönnies

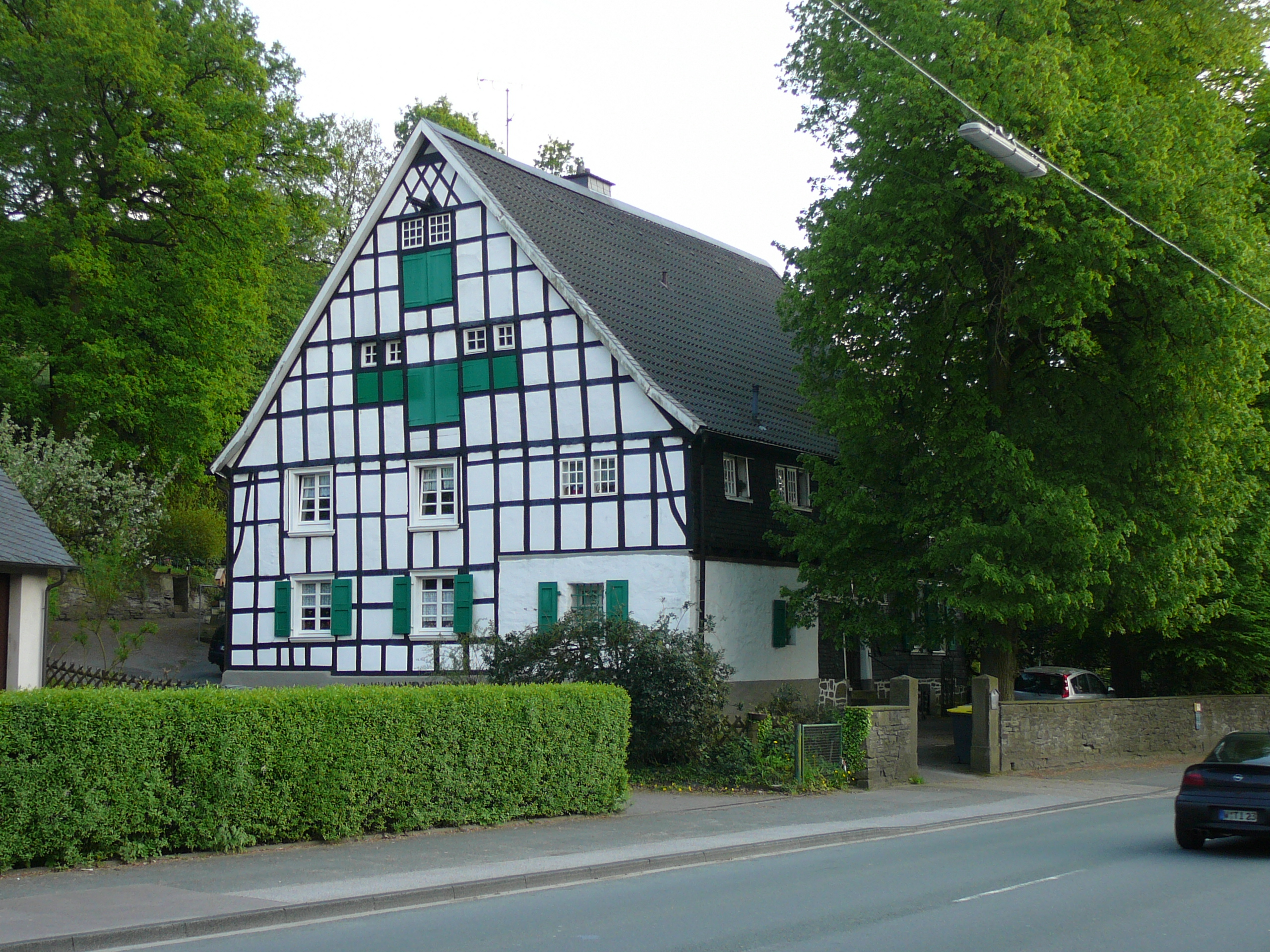
Bleicherhaus Tönnies

Das Bleicherhaus Tönnies ist ein zweigeschossiges Wohnhaus mit der Anschrift Öhder Straße 51 im Wuppertaler Stadtbezirk Langerfeld-Beyenburg im Ortsteil Öhde. Das 1712 von der Familie Tönnies in Fachwerkbauweise errichtete Bleicherhaus ist teilweise verschiefert und mit einem Satteldach überdeckt. Zur nördlichen und östlichen Fassade ist das Gefache sichtbar. Unter dem Steildach befinden sich zwei große Lagerräume, weiter ist auf der nordwestlichen Seite eine feuer- und diebessichere Garnkammer eingelassen.
Am 1. August 1984 wurde das Haus als Baudenkmal in die Denkmalliste der Stadt Wuppertal eingetragen.